# ピューリッツァー賞 詩部門
ピューリッツァー賞 詩部門（ピューリッツァーしょう しぶもん、Pulitzer Prize for Poetry）はピューリッツァー賞の部門の一つで、1922年よりアメリカ人の詩人に対して授与されている。

## 1918年と1919年の特別賞
詩部門が設立される前、アメリカ詩協会の助成金によって特別賞が授与された。
- 1918年: 「Love Songs」：サラ・ティーズデール
- 1919年: 「Cornhuskers」：カール・サンドバーグ 、「Old Road to Paradise」：マーガレット・ウィドマー（英語版）

## 受賞一覧
- 1922年 「Collected Poems」：エドウィン・アーリントン・ロビンソン（英語版）
- 1923年 「The Ballad of the Harp-Weaver: A Few Figs from Thistles: Eight Sonnets in American Poetry」：エドナ・ミレイ
- 1924年 「New Hampshire: A Poem with Notes and Grace Notes」：ロバート・フロスト
- 1925年 「The Man Who Died Twice」：エドウィン・アーリントン・ロビンソン
- 1926年 「What's O'Clock」：エイミー・ローウェル
- 1927年 「Fiddler's Farewell」：レオノーラ・スパイヤー（英語版）
- 1928年 「Tristram」：　エドウィン・アーリントン・ロビンソン
- 1929年 「John Browns Body」：スティーヴン・ヴィンセント・ベネー
- 1930年 「Selected Poems」：コンラッド・エイキン
- 1931年 「Collected Poems」：ロバート・フロスト
- 1932年 「The Flowering Stone」：ジョージ・ディロン
- 1933年 「Conquistador」：アーチボルト・マクリーシュ
- 1934年 「Collected Verse」：ロバート・ヒルヤー
- 1935年 「Bright Ambush」：オードリー・ワーデマン（英語版）
- 1936年 「Strange Holiness」：ロバート・P・T・コフィン
- 1937年 「A Further Range」：ロバート・フロスト
- 1938年 「Cold Morning Sky」：マリア・ザツレンスカ（英語版）
- 1939年 「Selected Poems」：ジョン・グールド・フレッチャー
- 1940年 「Collected Poems」：マーク・ヴァン・ドーレン
- 1941年 「Sunderland Capture」：レオナルド・ベーコン
- 1942年 「The Dust Which」：ウィリアム・ローズ・ベネー
- 1943年 「A Witness Tree」：ロバート・フロスト
- 1944年 「Western Star」：スティーヴン・ヴィンセント・ベネー
- 1945年 「V-Letter and Other Poems」：カール・シャピロ
- 1946年 受賞作なし
- 1947年 「Lord Weary's Castle」：ロバート・ローウェル
- 1948年 「The Age of Anxiety」：W・H・オーデン
- 1949年 「Terror and Decorum」：ピーター・ヴィレック
- 1950年 「Annie Allen」：グウェンドリン・ブルックス
- 1951年 「Complete Poems」：カール・サンドバーグ
- 1952年 「Collected Poems」：マリアン・ムーア（英語版）
- 1953年 「Collected Poems」：アーチボルド・マクリーシュ
- 1954年 「The Waking」：セオドール・レトゥキ
- 1955年 「Collected Poems」：ウォレス・スティーヴンス
- 1956年 「Poems - North & Sout」(エリザベス・ビショップ詩集、土曜美術社出版販売に収録)：エリザベス・ビショップ
- 1957年 「Things of This World」：リチャード・ウィルバー
- 1958年 「Promises: Poems 1954-1956」：ロバート・ペン・ウォーレン
- 1959年 「Selected Poems 1928-1958」：スタンリー・クニッツ
- 1960年 「Heart's Needle」：W・D・スノッドグラス
- 1961年 「Times Three: Selected Verse From Three Decades」：フィリップ・マッギンレイ
- 1962年 「Poems」：アラン・デュガン
- 1963年 「Pictures from Breughel」：ウィリアム・カーロス・ウィリアムズ
- 1964年 「At The End Of The Open Road」：ルイス・シンプソンズ
- 1965年 「77 Dream Songs」：ジョン・ベリーマン
- 1966年 「Selected Poems」：リチャード・エバーハート
- 1967年 「Live or Die」：アン・セクストン（英語版）
- 1968年 「The Hard Hours」：アンソニー・ヘクト
- 1969年 「Of Being Numberous」：ジョージ・オッペン
- 1970年 「Untitled Subjects」：リチャード・ハワード
- 1971年 「The Carrier of Ladders」：ウィリアム・S・マーウィン
- 1972年 「Collected Poems」：ジェームズ・ライト
- 1973年 「Up Country」：マキシン・クーミン（英語版）
- 1974年 「The dolphin」：ロバート・ローウェル
- 1975年 「亀の島」：ゲーリー・スナイダー
- 1976年 「Self-Portrait in a Convex Mirror」：ジョン・アッシュベリー
- 1977年 「Divine Comedies」：ジェイムズ・メリル
- 1978年 「Collected Poems」：ハワード・ネメロフ
- 1979年 「Now and Then」：ロバート・ペン・ウォーレン

### 1980年代
- 1980年 「Selected Poems」：ドナルド・ジャスティス
- 1981年 「The Morning of the Poem」：ジェイムズ・シェイラー
- 1982年 「The Collected Poems」：シルヴィア・プラス
- 1983年 「Selected Poems」：ギャルウェイ・ キンネル
- 1984年 「American Primitive」：メアリー・オリヴァー（英語版）
- 1985年 「Yin」：キャロライン・カイザー（英語版）
- 1986年 「The Flying Change」：ヘンリー・テイラー
- 1987年 「Thomas and Beulah」：リタ・ドーヴ（英語版）
- 1988年 「Partial Accounts: New and Selected Poems」：ウィリアム・メレディス
- 1989年 「New and Collected Poems」：リチャード・ウィルバー

### 1990年代
- 1990年 「The World Doesn't End」：チャールズ・シミック
- 1991年 「Near Changes」：モナ・ヴァン・ダイン（英語版）
- 1992年 「Selected Poems」：ジェイムズ・テート
- 1993年 「The Wild Iris」：ルイーズ・グリュック
- 1994年 「Neon Vernacular: New and Selected Poems」：ユセフ・コムニャカー
- 1995年 「The Simple Truth」：フィリップ・レヴィン
- 1996年 「The Dream of the Unified Field」：ジョリー・グラハム（英語版）
- 1997年 「Live Together: New and Selected Poems」：リーゼル・ミュラー（英語版）
- 1998年 「Black Zodiac」：チャールズ・ライト（英語版）
- 1999年 「Blizzard of One」：マーク・ストランド

### 2000年代
- 2000年 「Repair」：C・K・ウィリアムズ
- 2001年 「Different Hours」：ステファン・ダン
- 2002年 「Practical Gods」：カール・デニス
- 2003年 「Moy Sand and Gravel」：ポール・マルドゥーン
- 2004年 「Walking to Martha's Vineyard」：フランツ・ライト
- 2005年 「Delights & Shadows」：テッド・クーザー
- 2006年 「Late Wife」：クラウディア・エマーソン（英語版）
- 2007年 「Native Guard」：ナターシャ・トレザウェイ（英語版）
- 2008年 「Time and Materials」：ロバート・ハス、「Failure」：フィリップ・シュルツ
- 2009年 「The Shadow of Sirius」：W.S.マーウィン

### 2010年代
- 2010年 「Versed」：レイ・アーマントラウト（英語版）
- 2011年 「The Best of It: New and Selected Poems」：ケイ・ライアン（英語版）
- 2012年 「Life on Mars」：トレイシー・K・スミス（英語版）
- 2013年 「Stag's Leap」：シャロン・オールズ（英語版）
- 2014年 「3 Sections」：Vijay Seshadri
- 2015年 「Digest」: Gregory Pardlo
- 2016年 「Ozone Journal」Peter Balakian
- 2017年 「Olio」：Tyehimba Jess
- 2018年 「Half-Light: Collected Poems 1965-2016」：Frank Bidart
- 2019年 「Be With」：フォレスト・ギャンダー

### 2020年代
- 2020年 「The Tradition」：Jericho Brown
- 2021年 「Postcolonial Love Poem」：ナタリー・ディアス（英語版）